# کنوانسیون گرانادا
کنوانسیون گرانادا (به انگلیسی: Convention for the protection of the architectural heritage of Europe)؛ کنوانسیون حفاظت از میراث معماری از اروپا یک سند الزام‌آور است که به صورت یک چارچوبِ کاری برای رویکرد با مسوولیت نگهداری دقیق میراث‌های تاریخی و غیره در اروپا قرار گرفته‌است. از مجموع چهل و سه کشور عضو شورای اروپا، این کنوانسیون تا سال ۱۹۸۵ به تصویب چهل و دو کشور رسید و از ۱ دسامبر ۱۹۸۷ به اجرا گذاشته شده‌است.
پس از ۳۰ سال همکاری میان کشورهای عضو شورای اروپا، این کنوانسیون که ادارهٔ مرکزی آن در گرانادای اسپانیا است به منزلهٔ چارچوبی مهم برای حفاظت از میراث فرهنگی، آثار تاریخی و سایت‌ها تهیه شده‌است. «کنوانسیون حفاظت از میراث معماری در اروپا»، همراه با «چهارچوب کنوانسیون ارزش میراث فرهنگی برای جامعه»، فارو، و «کنوانسیون اروپایی حمایت از میراث باستان‌شناسی»، نیروی نگاهداری از میراث فرهنگی و توسعهٔ آن در اروپا را تشکیل می‌دهند.